# Nya Stockholm
Nya Stockholm är en bok skriven av journalisten Claës Lundin och utgiven av Hugo Gebers förlag 1890 som behandlar det samtida Stockholm. Boken innehåller 792 sidor och var en del av en samtida trend att beskriva de stora städerna, där invånarna och typiska företeelser skildrades.

## Claës Lundin
Claës Lundin var en journalist inriktad på att skildra Stockholm och han var även medförfattare till August Strindbergs Det gamla Stockholm. Lundin arbetade som journalist vid Stockholms Dagblad.

## Nya Stockholm

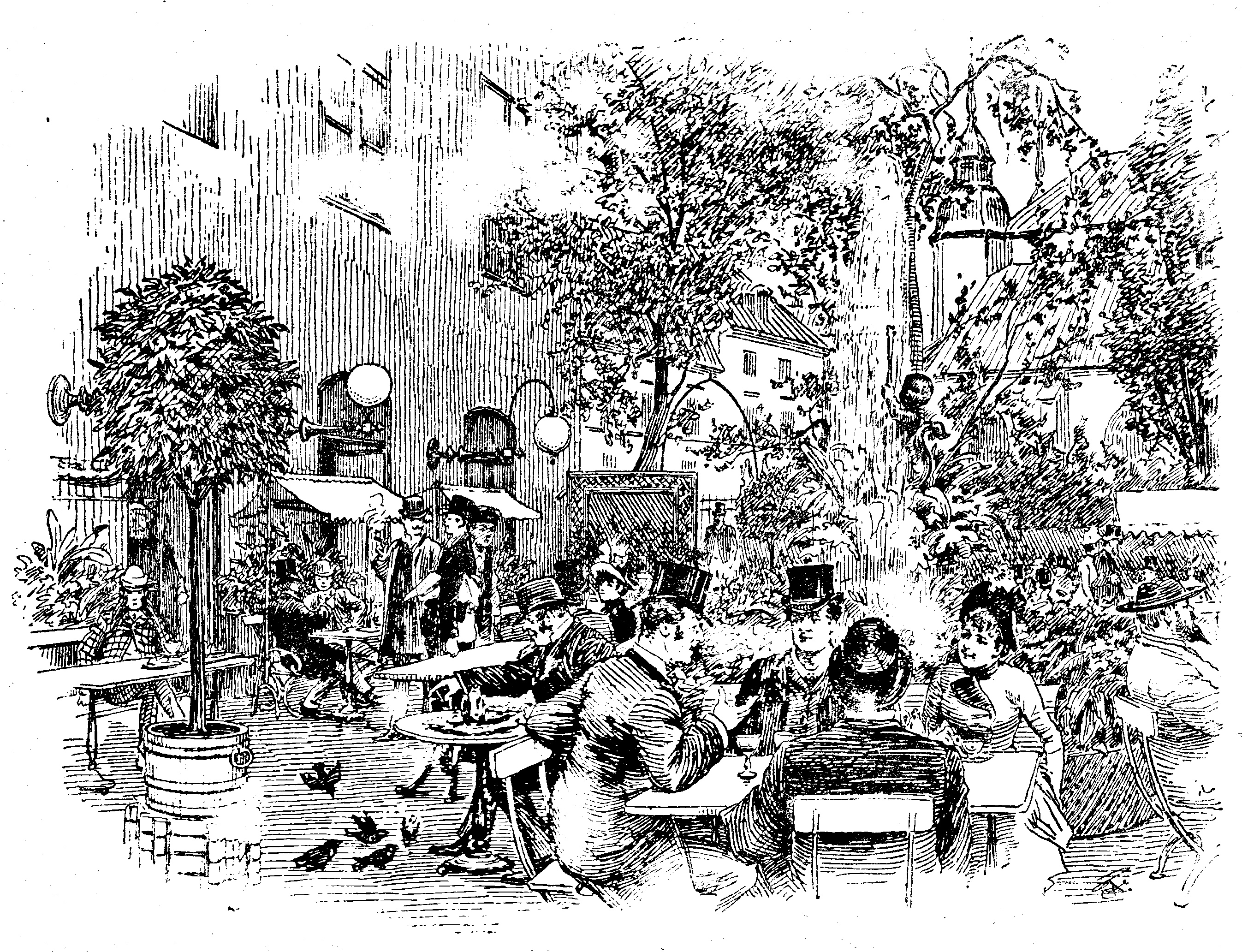
Lagerlunden, illustration ur boken

I övriga Europa gavs det vid denna tid ut böcker om större städer och dess invånare och särdrag vilket hörde ihop med ett stort intresse för etnologi och folklivsskildringar på 1800-talet. Vid samma tid grundades också exempelvis Skansen och Nordiska Museet i Stockholm. En föregångare var John Jesses bok London: its celebrated characters and remarkable places från 1871.
Lundin skriver i boken om de flesta samhällsområden och dokumenterar den snabba utvecklingen i Stockholm mot slutet av 1800-talet och jämför den med äldre tider, jämförelser som han låter utfalla till den moderna tidens fördel.

## Utdrag
Så här skriver Lundin på första sidan i kapitel II som handlar om Stockholmarnas boende: 
Detta borde åttiotalets stockholmare ha i friskt minne, och likväl låter det nu, när vi läsa annonser om 5,555 till uthyrning lediga rum (se Hyreslista i augusti 1887), såsom en saga, då någon talar om bostadsbristen i förra årtiondet. Man tänka ej mera på den sorgliga tid, då många husvilla nödgades flytta in i Sieverska kasernen, i f. d. Kolerasjukhuset, i Westmans Fåfänga, eller bo i tältstaden vid Tyskbagarbärgen, där nu en tät bebyggd stadsdel lemmar åt tusental tak öfver huvudet och riktiga tegelväggar, om ock till en del mindre väl hopkomna.
Mot slutet av stycket talar Lundin om Östermalm som växte upp vid denna tid och tar också upp lite av den samtida kritiken mot de snabbt byggda husen. I kapitel fem med titel "I Lagerlunden, hos Tysta Mari och på småkaféerna" skildrar han restaurang- och kafélivet:
I "Lagerlunden" äro stockholmarne tämligen för sig själfva. Främlingarna komma dit endast undantagsvis. De begifva sig hällre till musikkaféerna. Äro de tyskar, välja de hälst Rydbergs kafé, under det fransmännen vanligen stanna på "Grand" samt små-, värm- och gotländingar sitta hos Berns. Engelsmännen låta hissa upp sig till Mosebacke. Stockholmaren älskar sin lagerlund, där han visserligen kanske hör en och annan ton från musikkaféerna, men ej så stark, att den besvärar samtalen.
Tre av restaurangerna och kaféerna som nämns i texten finns kvar: Grand Hotell, Berns och Mosebacke. Rydbergs, Lagerlunden och Tysta Mari har däremot försvunnit.